# Kultushafen Duisburg

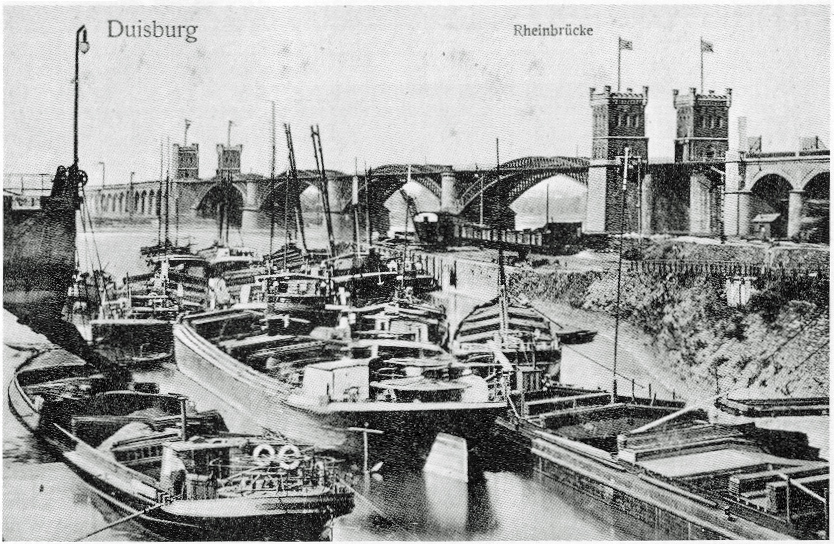
Bild des Kultushafens mit Rheinbrücke, um ca. 1900

Der Kultushafen (und der mit ihm die gleiche Rheineinfahrt teilende Südhafen) ist ein rechtsrheinisch gelegener Rheinhafen in Duisburg bei Stromkilometer 775 und liegt an der Grenze der Duisburger Ortsteile Hochfeld und Wanheimerort gegenüber dem Stadtbezirk Rheinhausen. Der Kultushafen bildet die Südgrenze des Rheinparks Duisburg-Hochfeld. Er liegt unmittelbar rheinaufwärts neben der Duisburg-Hochfelder Eisenbahnbrücke. Östlich des Hafens schließt ein Hafenbahnhof an, der zum Bahnhof Duisburg-Hochfeld Süd gehört.

## Geschichte

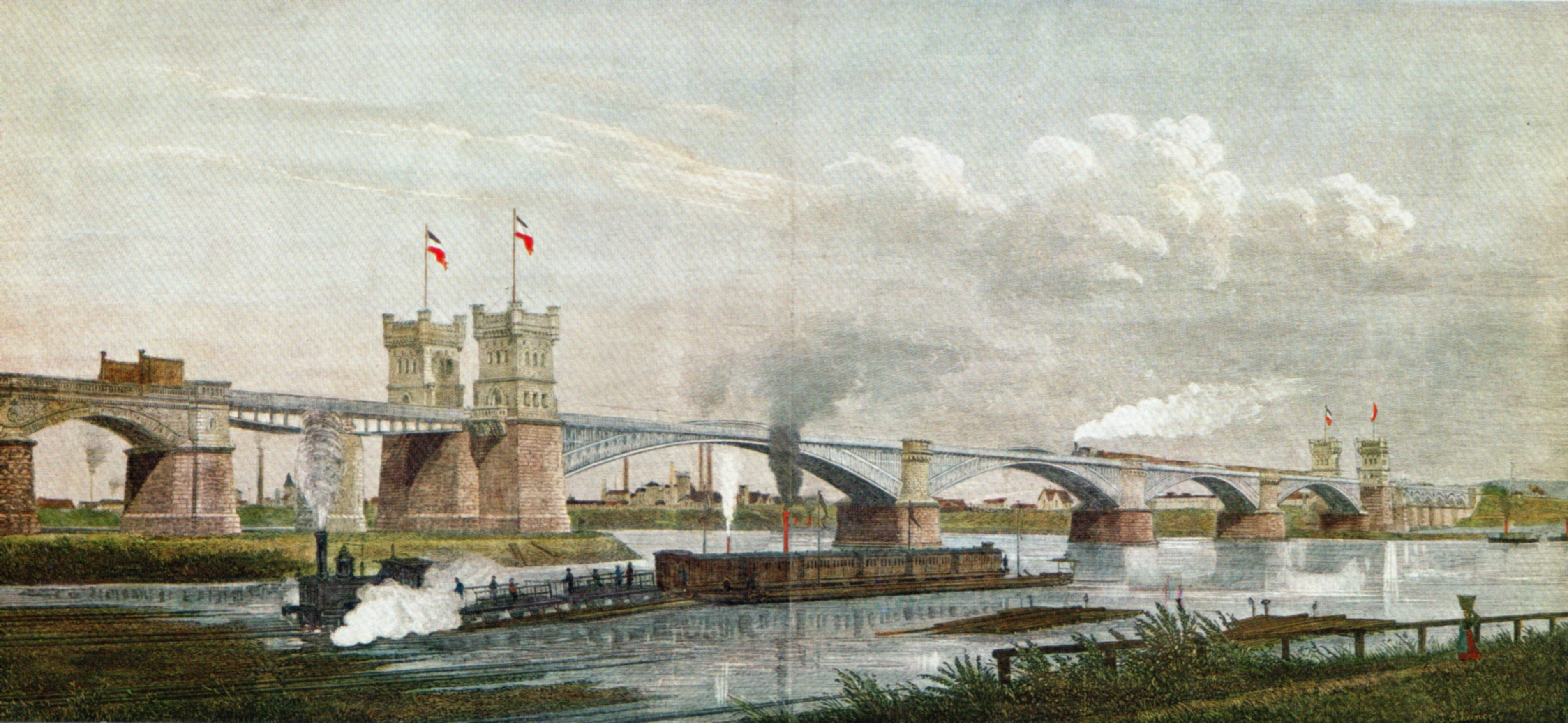
Trajekt Rheinhausen-Hochfeld 1874. Hinter der Brücke Duisburg-Hochfelder Industriewerke

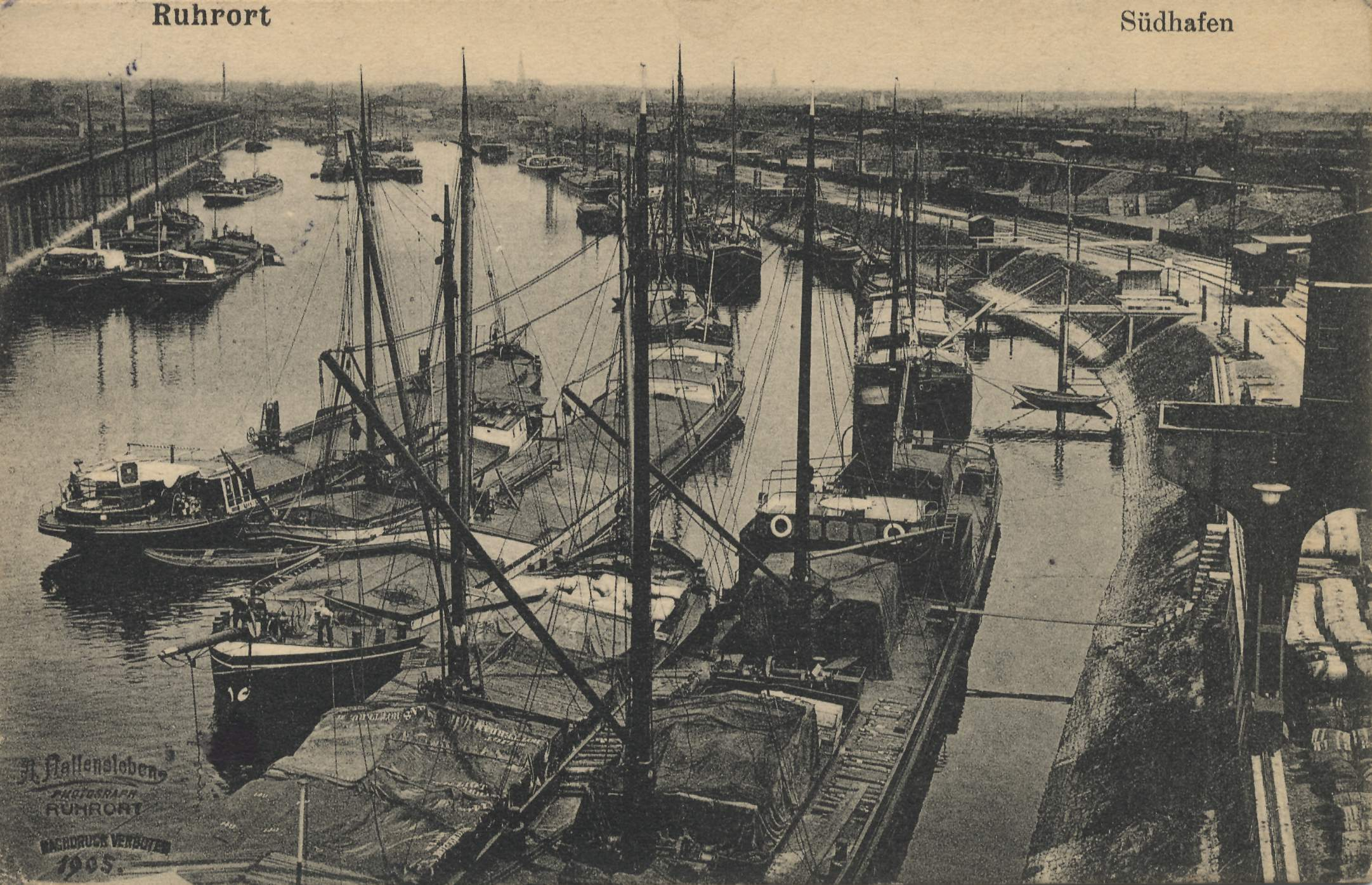
Duisburger Südhafen in Wanheimerort um 1905

1866 errichtete die Rheinische Eisenbahn-Gesellschaft ihre Ruhrgebietsstrecke südlich von Hochfeld, ausgehend vom Trajekt Rheinhausen–Hochfeld am heutigen Kultushafen. Hierzu wurde das Mündungsgebiet des Dickelsbaches ausgebaggert und befestigt. Die dort liegenden Frachtkähne konnten auch noch besegelt werden.

## Kulturhistorische Bedeutung
Der Kultushafen ist als ehemaliger Trajekthafen ein Zeitzeuge der Technik der Rheinquerung vor dem Brückenbau. Zusammen mit der in Betrieb befindlichen Eisenbahnbrücke, der Fläche des ehemaligen Güterbahnhofs in Hochfeld und dem Südhafen bildet er ein Ensemble von historischem Wert für die Geschichte der Eisenbahnquerungen über den Rhein. Für Duisburg ist dieser historische Zeugniswert besonders hoch, da es sich um die erste und älteste Eisenbahnbrücke in der Stadt über den Rhein handelt. Die entwicklungsgeschichtliche Verbindung mit dem ältesten Industriegebiet der Stadt Duisburg in Hochfeld ist durch die räumliche Nähe und die Sichtbeziehungen ablesbar.

## Künftige Nutzung
Im Rahmen des IGA-2027-Projektes gibt es die Überlegung, das Hafenbecken des Kultushafens zuzuschütten und einen Sandstrand an seiner Stelle zu errichten. Aus dem angrenzenden Südhafen soll dann ein Yachthafen werden.